# فيليكس باتيستا
فيليكس باتيستا (بالإنجليزية: Felix Batista)‏ هو خبير كوبي أمريكي في مكافحة الخطف ورائد سابق في الجيش الأميركي الرائد سبق له التفاوض إلى ما يقرب من 100 حالة اختطاف ودفع الفدية، العشرات منها كانت في المكسيك. كان باتيستا مستشارًا لشركة ASI Global للأمن ومقرها تكساس. وفي ديسمبر 2008، تم اختطافه في المكسيك.

## الخطف
في 10 ديسمبر 2008، تم اختطاف باتيستا خارج مطعم في سالتيو بكواهويلا في المكسيك من قبل مهاجمين مجهولين بينما كان هناك للتحدث وإعطاء المشورة لمكافحة الاختطاف.
كان باتيستا يعمل كمفاوض لتأمين الإفراج عن صديق له، بينما كان في مطعم مع عدة أشخاص آخرين حيث تلقى مكالمة هاتفية أبلغته أن الضحية قد أطلق سراحه وأن سيارة قد أرسلت له. ومع مغادرة باتيستا للمطعم، أُجبر على ركوب سيارة جيب من قبل مجموعة من أربعة أشخاص كانوا ينتظرونه. بعد ساعة تم إطلاق سراح الضحية المختطفة.
منذ ذلك الحين، لم يكن هناك أي اتصال به ولم يعلن أي شخص مسؤوليته عن اختطافه اعتبارًا من يونيو 2016.
وقال بيان من عائلة باتيستا إنه لا توجد علامة على وقوع أعمال عنف في المكان الذي خطف منه.

## الجيش
بينما كان فيليكس باتيستا رائدًا في الحرس الوطني لجيش فلوريدا وقائد شركة الاستخبارات العسكرية فقد كان عاملًا فعالًا في تطوير تمرين ميداني يدعى «العقرب الأحمر» والذي يستخدم الآن على مستوى NGB بواسطة وحدات الاستخبارات العسكرية بالحرس الوطني الأخرى.[بحاجة لمصدر]